# FIRA Nations Cup 1967-68
La FIRA Nations Cup de la temporada 1967-68  fue la 3° edición con esta denominación y la 8° temporada del segundo torneo en importancia de rugby en Europa, luego del Torneo de las Seis Naciones.

## FIRA Nations Cup
| Lugar | Selección      | Partidos | Partidos | Partidos  | Partidos | Puntos  | Puntos    | Puntos | Tabla de puntos |
| Lugar | Selección      | Jugados  | Ganados  | Empatados | Perdidos | A favor | En contra | dif.   | Tabla de puntos |
| ----- | -------------- | -------- | -------- | --------- | -------- | ------- | --------- | ------ | --------------- |
| 1     | Francia        | 3        | 3        | 0         | 0        | 56      | 17        | + 39   | 6               |
| 2     | Rumania        | 3        | 2        | 0         | 1        | 47      | 19        | + 28   | 4               |
| 3     | Checoslovaquia | 3        | 1        | 0         | 2        | 18      | 42        | - 24   | 2               |
| 4     | RFA            | 3        | 0        | 0         | 3        | 19      | 62        | - 43   | 0               |

| Bandera de Francia |
| Campeón Francia    |
| Octavo título      |

## Segunda División

### Grupo A
| Lugar | Selección    | Partidos | Partidos | Partidos  | Partidos | Puntos  | Puntos    | Puntos | Tabla de puntos |
| Lugar | Selección    | Jugados  | Ganados  | Empatados | Perdidos | A favor | En contra | dif.   | Tabla de puntos |
| ----- | ------------ | -------- | -------- | --------- | -------- | ------- | --------- | ------ | --------------- |
| 1     | Polonia      | 2        | 2        | 0         | 0        | 54      | 11        | + 43   | 4               |
| 2     | Países Bajos | 2        | 1        | 0         | 1        | 43      | 19        | + 24   | 2               |
| 3     | Suecia       | 2        | 0        | 0         | 2        | 6       | 73        | - 67   | 0               |

### Grupo B
| Lugar | Selección | Partidos | Partidos | Partidos  | Partidos | Puntos  | Puntos    | Puntos | Tabla de puntos |
| Lugar | Selección | Jugados  | Ganados  | Empatados | Perdidos | A favor | En contra | dif.   | Tabla de puntos |
| ----- | --------- | -------- | -------- | --------- | -------- | ------- | --------- | ------ | --------------- |
| 1     | Marruecos | 3        | 2        | 1         | 0        | 26      | 11        | + 15   | 5               |
| 2     | España    | 3        | 2        | 0         | 1        | 33      | 11        | + 22   | 4               |
| 3     | Portugal  | 3        | 1        | 1         | 1        | 19      | 26        | - 7    | 3               |
| 4     | Bélgica   | 3        | 0        | 0         | 3        | 6       | 36        | - 30   | 0               |

### Final
| 2 de junio de 1968 | Polonia | 5 - 0 | Marruecos |  |  |

| Bandera de Polonia |
| Campeón Polonia    |
| Primer título      |